# Nanterre La Folie (stanice metra v Paříži)
Nanterre La Folie je budoucí stanice pařížského metra, která bude součástí linky 15 a bude se nacházet ve městě Nanterre v departementu Hauts-de-Seine. Má být otevřena do roku 2031 a umožní přestup na linku RER E přes stanici Nanterre-La Folie. V delším časovém horizontu by mohla sloužit i jako konečná pro linky 18 a 19 pařížského metra, pokud budou postaveny podle plánu.

## Vývoj
Projekt linky 19 představily 22. listopadu 2023 političky Valérie Pécresseová a Marie-Christine Cavecchi. V plánu je učinit z Nanterre La Folie jižní konec linky a vytvořit tak přestupní stanici mezi linkami 15, 18 a 19.